# ليندا هوغن (عارضة)
ليندا ماري كلاريدج (بالإنجليزية: Linda Hogan)(مواليد 24 أغسطس 1959)، المعروفة أيضًا باسم ليندا هوغان، هي شخصية تلفزيونية أمريكية، وزوجة المصارع المحترف هالك هوغان السابقة. تُعرف بشكل خاص من خلال مشاركتها في برنامج تلفزيون الواقع الأمريكي هالك هوغان يعرف الأفضل.

## وصلات خارجية
- ليندا هوغن على موقع IMDb (الإنجليزية)
- ليندا هوغن على موقع إن إن دي بي (الإنجليزية)
- ليندا هوغن على موقع قاعدة بيانات الفيلم (الإنجليزية)